# تشارلز ديفيس (معلق رياضي)
تشارلز ديفيس (بالإنجليزية: Charles Davis)‏ هو معلق رياضي أمريكي، ولد في 14 نوفمبر 1964 في إليزابيثون في الولايات المتحدة.